# سهمینه
حداقل رأی لازم برای به‌دست آوردن یک کرسی نمایندگی در یک حوزهٔ انتخاباتی چندحزبی که با تقسیم «تعداد رأی‌های داده‌شده» بر «تعداد کرسی‌های موجود + یک» محاسبه می‌شود را سَهمینه (droop quota) می‌گویند.
سهمینه در سال ۱۸۶۸ توسط ریاضی‌دان و وکیل انگلیسی به نام ریچموند دروپ ابداع شد و جانشین سهمیه هیر Hare quota که پیش از آن رایج بود گشت.